# Fight ippatsu! Jūden-chan!!
Fight ippatsu! Jūden-chan!! (ファイト一発!充電ちゃん!!?, Faito ippatsu! Jūden-chan!!) è un manga di ambientazione fantasy, scritto e illustrato da Bow Ditama. La serie è stata pubblicata in Giappone sulla rivista Comic Gum dal 24 giugno 2006 al 26 ottobre 2013 e in seguito raccolta un 10 volumi tankōbon.

## Trama
Da un pianeta chiamato "Core Life", che esiste in parallelo con il mondo umano normale, le femmine, note come "Juden-chan" (ragazze carica) pattugliano il mondo umano alla ricerca di individui che si sentono depressi e sfortunati. Il loro compito è quello di caricare queste persone con l'aiuto di energia elettrica al fine di migliorare i propri stati mentali. Normalmente invisibilI all'occhio umano, una di queste Juden-chan, Criostato Plug, incontra casualmente un giovane che è in grado di vederla, perché era di mira il padre (sua sorella nell'anime). Questa serie ruota attorno alle bizzarre vicende tra i personaggi principali e alla ricerca di questa Juden-chan di migliorare se stessa.

## Doppiaggio
- Ayahi Takagaki: Arrester Blanket
- Hiroki Takahashi: Sento Oumi
- Kaori Fukuhara: Plug Cryostat
- Sayuri Yahagi: Iono Tomonaga, Female High School Student
- Ui Miyazaki: Hakone Oumi, Female High School Student
- Ai Shimizu: Kuran Shunt
- Aoi Yūki: Female Student D
- Asami Imai: Bloody Selica
- Aya Hirano: Rona Elmo
- Ayako Kawasumi: Reika Galvani
- Ayano Ishikawa: Maako, Ronin student's mom
- Chika Anzai: Woman
- Jun Konno: Announcer, C decision salary man, Evildoer, Man, Middle school student, Ronin student
- Kei Shindou: Daako, Hakone's friend
- Kotono Mitsuishi: Narration, Shop manager
- Masahito Yabe: Baitakun
- Masataka Azuma: Man
- Michie Tomizawa: Pulse Trans
- Miho Shimomura: Female Student B
- Sayaka Kinoshita: Sokko
- Tae Okajima: Milly
- Teruyuki Tanzawa: Cameco B, Man, Ronin student's brother
- Tomoko Kaneda: Vich
- Yuka Nishiguchi: Female Student A
- Yuko Gibu: Rinko